# Juan Carlos Carbonell
Juan Carlos Carbonell Tesler (Santiago de Chile, 16 de mayo de 1970), conocido en el mundo de las carreras como "Kako" es Coach y piloto chileno de automovilismo. Ha competido mucho tiempo en la Fórmula 3 Chilena siendo campeón en 2009 y 2010 subcampeón categoría Nissan Tiida 2009.Record Chileno de Velocidad 1/4 milla por 10 años
Su debut en el automovilismo fue en 1987 cuando solo contaba con 17 años de edad, donde corría en el auto de su padre Gonzalo en la categoría Grupo A, luego en 1989 corre en el TC2000 Centurión y las cuatro últimas fechas de la Fórmula Tres Chilena la escudería WD-40 - Bramacril.
En 1990 nuevamente corre en la Fórmula Tres Chilena bajo la escudería WD-40 - Jai Level donde obtiene el 12.º lugar de la clasificación general al obtener 6 puntos, siendo su mejor ubicación un cuarto lugar en la novena fecha.
En 1991 corre bajo la escudería WD-40 - Silipress donde obtiene el 10.º lugar de la clasificación general al obtener 8 puntos, siendo su mejor ubicación un segundo lugar en la quinta fecha. 
En 1992 corre las primeras cuatro fechas en el equipo Elf - Canon - Revista Cosas donde obtiene un cuarto lugar en la segunda fecha y desde la quinta fecha hasta el final del campeonato, corre por la escudería WD-40 - Cubana de Aviación - Revista Triunfo donde obtiene un segundo lugar en la sexta fecha, en total consiguió 9 puntos y la novena posición en la clasificación general.
En 1993 entra a mitad de campeonato donde corre en la escudería Quaker State - Procarne Hamburguesas, donde consigue 8 puntos en las seis fechas que corrió y su mejor ubicación fue un tercer lugar en la novena fecha, los puntos obtenidos en el campeonato lo hacen quedar en el octavo lugar de la clasificación general.
1994 es sin duda el mejor año de Juan Carlos en la Fórmula Tres Chilena en la década de los 90s, corriendo desde la primera hasta la cuarta fecha por la escudería Rectificadora Maroto y desde la quinta hasta la décima fecha bajo la escudería Lubricantes Gulf - Radio Galaxia FM. donde obtiene tres triunfos y cuatro pole positions en 12 fechas que le hacen quedar en segundo lugar de la clasificación general con 43 puntos, siendo subcampeón de la categoría Fórmula Tres Chilena, en este año se complementa el haber corrido en Estados Unidos en la categoría Barber Saab, siendo el primer Chileno en correr en un circuito óvalo obteniendo la mejor ubicación Séptimo por delante del futuro Campeón de Fórmula 1 Juan Pablo Montoya y las últimas dos fechas de la Indy Light. 
A mediados de los años 90 participó en categorías norteamericanas como la Indy Lights, American Indycar racing su primera Victoria en esta Categoría fue en Colorado, EEUU,ese mismo año obtuvo 2 pole position, dos victorias, 2 segundos lugares y un Tercer puesto, siendo elegido por la categoría como piloto revelación, y la IndyCar, elegido el Mejor Deportista de automovilismo por el círculo de periodistas de Chile en 1996. Entre 2002 y 2006, preparador de Coches de 1/4 de milla con el mítico WRX "La Naranja Mecánica" marcando el Record Nacional Chileno del 1/4 de milla en 10'13 segundos, título que ostentó por nada menos que 10 años posteriormente corre en el Rally Mobil en la categoría N3 a bordo de un Nissan Primera. Para regresar en 2008 a la Fórmula 3 Chilena donde se corona como campeón en 2009 y 2010. Continuando su participación en el Turismo Competicion 2000 de la República Argentina compitiendo con un Chevrolet Vectra del equipo de Tulio Crespi en la temporada 1997 hasta la actualidad. 
Actualmente oficia de entrenador de pilotos, proyectando a un joven Piloto Víctor Cornejo en la categoría Top RACE en Argentina, logrando con este récord de vuelta en el circuito de Paraná y pole position,luego apadrinó el inicio de la carrera internacional del joven piloto Benjamín Hites., en el año 2022 regresa a las pistas de Karting Chileno participando en el Campeonato Chileno Rotax junto a su hijo Sebastián Carbonell, marcando nuevamente un hito en el automovilismo,  por primera vez un Padre y un Hijo se prueban la corona el mismo año al coronarse ambos Campeones el 2022 en sus respectivas categorías, DD2 SuperMaster y DD2 Promocional, actualmente perteneciente al equipo Infinity Racing sigue como Coach deportivo de distintos pilotos en Karting siendo uno de los equipos nuevos con mayor proyección deportiva.
Hoy ,"Kako" ( Coach) ha marcado otro Hito Histórico en Chile , proyectando la carrera deportiva internacional de Yulka Melo Undurraga, piloto de automovilismo Chileno , siendo ésta la primera mujer Chilena confirmada en competir en el campeonato de la Fórmula 3 Cuyana 2025 en Argentina.

## Resultados

### IndyCar
| Año       | Equipo          | 1   | 2       | 3   | 4   | 5    | 6   | 7    | 8   | 9   | 10  | Puesto | Puntos |
| --------- | --------------- | --- | ------- | --- | --- | ---- | --- | ---- | --- | --- | --- | ------ | ------ |
| 1996–1997 | Tempero/Giuffre | NWH | LVS Ret | WDW | PHX | INDY | TXS | PPIR | CLT | NH2 | LV2 | 48º    | 16     |

### Turismo Competición 2000
| Año  | Equipo             | Auto                | 1     | 2     | 3    | 4    | 5       | 6   | 7     | 8       | 9   | 10  | 11 | 12 | 13   | 14   | 15     | 16     | 17    | 18    | 19  | 20  | 21  | 22  | 23    | 24    | 25  | 26  | 27     | 28     | Res. | Puntos |
| ---- | ------------------ | ------------------- | ----- | ----- | ---- | ---- | ------- | --- | ----- | ------- | --- | --- | -- | -- | ---- | ---- | ------ | ------ | ----- | ----- | --- | --- | --- | --- | ----- | ----- | --- | --- | ------ | ------ | ---- | ------ |
| 1997 |                    |                     | RAF I | RAF I | RC I | RC I | POS     | POS | SJU I | SJU I   | PAR | PAR | GR | GR | BB I | BB I | SJU II | SJU II | RC II | RC II | NDJ | NDJ | MZA | MZA | BB II | BB II | TRE | TRE | RAF II | RAF II | -    | 0      |
| 1997 | Crespi Competición | Chevrolet Vectra II | Ret   | Ret   |      |      | 19 (15) | Ex. | Ret   | 15 (11) |     |     |    |    |      |      |        |        |       |       |     |     |     |     |       |       |     |     |        |        | -    | 0      |